# Barnard College
Il Barnard College della Columbia University è un college femminile privato di arti liberali a New York City. È stato fondato nel 1889 da Annie Nathan Meyer come risposta al rifiuto della Columbia University di ammettere le donne. Prende il nome dal decimo presidente della Columbia, Frederick Barnard.